# باتريك ألين (لاعب البولنغ)
باتريك ألين (بالإنجليزية: Patrick Allen)‏ هو لاعب البولنغ ‏ أمريكي، ولد في 23 سبتمبر 1970.